# Kirakira
Kirakira est la capitale de la province de Makira-Ulawa, dans les Salomon.

## Géographie
L'agglomération est située sur la côte nord de l'île de Makira.
Sa population s'élève à 2 461 habitants (2013).